# Euphemia (heilige)
Euphemia van Chalcedon (Grieks: Εὐφημία; 'welbespraakt [van]'), bekend als de Algeprezen in de oosters-orthodoxe kerk, was een maagdelijke martelaar, die in 303 na Christus in Chalcedon stierf voor haar geloof.
Volgens de traditie werd Euphemia gemarteld omdat ze weigerde offers te brengen aan Ares. Ze werd gearresteerd en na verschillende martelingen te hebben ondergaan, stierf ze in de arena van Chalcedon aan een wond opgelopen door een beer. Haar graf werd een bedevaartsoord. Ze wordt herdacht op 16 september.

## Historische achtergrond
De naam en het sterfjaar van Euphemia zijn opgenomen in het Martyrologiium Hieronymianum uit de 5e eeuw, de vroegst bestaande lijst van christelijke martelaren. Het jaar 303 was het eerste jaar van de Grote Vervolging onder de Romeinse keizer Diocletianus. De Fasti vindobonenses, een verzameling liturgische documenten uit de 4e tot 6e eeuw, zegt dat ze op 16 oktober stierf. Afgezien hiervan is er geen verifieerbare historische informatie over Euphemia.
Egeria, die rond 381-384 een pelgrimstocht naar het Heilige Land maakte en een verslag van haar reizen schreef, vertelt dat ze de plaats van Eufemia's martelaarschap in Chalcedon wordt getoond. Euphemia werd een beroemde heilige en de verhalen over haar stapelden zich op; de Gouden Legende, een verzameling heiligenlevens uit ongeveer 1260, bevat een verslag van haar martelaarschap.

## Hagiografie
Sint Euphemia leefde op de vooravond van de 3e en 4e eeuw na Christus. Volgens de traditie was zij de dochter van een senator genaamd Philophronos en zijn vrouw Theodosia in Chalcedon, gelegen aan de overkant van de Bosporus van de stad Byzantium (het huidige Istanbul). Vanaf haar jeugd was ze gewijd aan de maagdelijkheid.
De gouverneur van Chalcedon, Priscus, had een decreet uitgevaardigd dat alle inwoners van de stad zouden deelnemen aan de offers aan de godheid Ares. Eufemia werd ontdekt samen met negenenveertig andere christenen die zich in een huis verborgen hielden en God aanbaden, in weerwil van de bevelen van de gouverneur. Vanwege haar weigering om te offeren, werden ze een aantal dagen gemarteld en vervolgens, behalve Euphemia, voor berechting naar de keizer gestuurd. Euphemia, de jongste onder hen, werd gescheiden van haar metgezellen en onderworpen aan bijzonder zware martelingen, waaronder het wiel, in de hoop haar geest te breken. Ze werd in de arena geplaatst, waar leeuwen eropuit werden gestuurd om haar te doden, maar in plaats daarvan likten ze haar wonden. Er wordt aangenomen dat ze stierf aan de verwondingen van een wilde beer in de arena.

## Wonder tijdens het Concilie van Chalcedon
Het Concilie van Chalcedon, het Vierde Oecumenische Concilie van de Kerk, vond plaats in de stad Chalcedon in het jaar 451. Het verwierp de Eutychische leer van het monofysitisme en zette de Chalcedonische definitie uiteen, die de ‘volledige menselijkheid en volledige goddelijkheid’ beschrijft. van Jezus Christus, de tweede persoon van de Heilige Drie-eenheid. Bij de raadsvergadering waren 630 vertegenwoordigers van alle plaatselijke kerken aanwezig. De bijeenkomsten waren behoorlijk controversieel en er kon geen beslissende consensus worden bereikt.
Volgens het Synaxarion van Constantinopel, een verzameling heiligenlevens, schreven beide partijen een belijdenis van hun geloof en plaatsten deze op de borst van Sint Euphemia in haar graf. Na drie dagen werd het graf geopend en werd de boekrol met de orthodoxe belijdenis in de rechterhand van St. Euphemia gezien terwijl de boekrol van de Monofysieten aan haar voeten lag.

## Relikwieën
Toen de vervolging van Diocletianus eindigde, legden de christenen de vermeende relikwieën van Sint Euphemia in een gouden sarcofaag, geplaatst in een kerk die aan haar was opgedragen. Haar relikwieën trokken eeuwenlang massa's pelgrims aan.
Rond het jaar 620, in de nasleep van de verovering van Chalcedon door de Perzen onder Khosrau I in het jaar 617, werden de relikwieën van Sint Euphemia overgebracht naar een nieuwe kerk in Constantinopel. Daar zou haar reliekschrijn tijdens de vervolgingen van de Beeldenstormen in zee zijn gegooid, waar het werd teruggevonden door de vissers en broers Sergios en Sergonos, die tot de orthodoxe partij behoorden, en die het aan de orthodoxe partij overhandigden aan de plaatselijke bisschop die hen in een geheime crypte verborg. De relikwieën werden daarna naar het eiland Lemnos gebracht en in 796 teruggebracht naar Constantinopel. Het merendeel van haar relikwieën bevindt zich nog steeds in de patriarchale kerk van St. George in Istanbul.

## Verering
De belangrijkste feestdag van Sint Euphemia, gevierd door zowel oosterse als westerse christenen, is 16 september, ter herdenking van haar martelaarschap. Bovendien herdenken oosters-orthodoxe christenen haar wonder tijdens het Concilie van Chalcedon op 11 juli.
St. Euphemia is een alom vereerde heilige onder alle oosters-orthodoxe christenen, niet alleen vanwege haar maagdelijkheid en martelaarschap, maar ook vanwege haar versterking van het orthodoxe geloof, en haar feestdagen worden met bijzondere plechtigheid gevierd. Op veel plaatsen zijn ter ere van haar kerken gebouwd.